# حلقه لیمبال

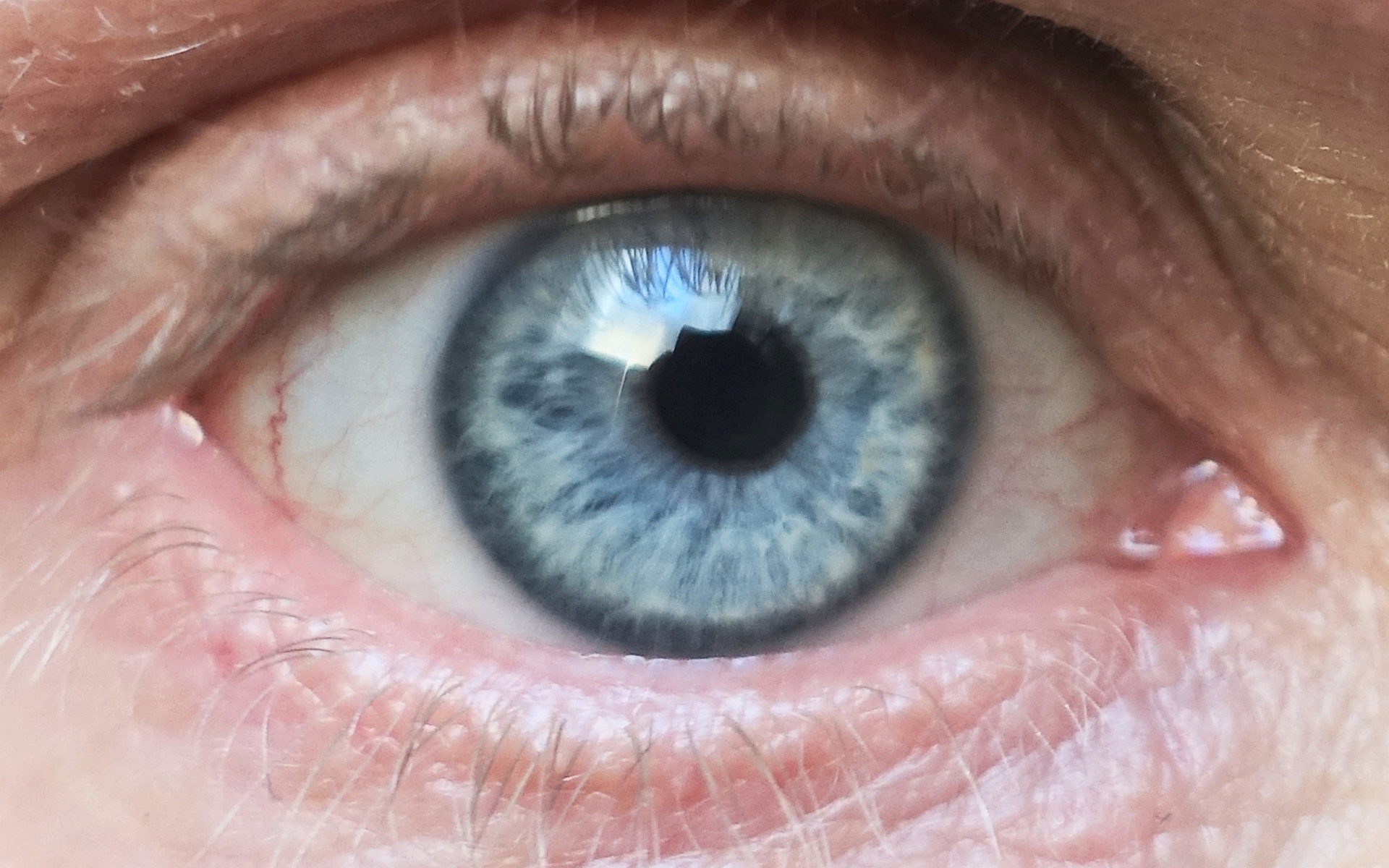
یک حلقه لیمبال آشکار

حلقه لیمبال (به انگلیسی: limbal ring) یک حلقه تیره در اطراف عنبیه چشم است، جایی که صلبیه به قرنیه می‌رسد. حلقه لیمبال آشکارشدگی تیره رنگ از لیمبوس و ناشی از خواص نوری این منطقه است. ظاهر و رویت حلقه لیمبال می‌تواند تحت تأثیر انواع شرایط پزشکی در قرنیه محیطی قرار گیرد. پیشنهاد شده‌است که ضخامت حلقه لیمبال ممکن است با سلامت یا جوانی مرتبط باشد و ممکن است به جذابیت صورت کمک کند. برخی از لنزهای تماسی برای شبیه‌سازی حلقه‌های لیمبال به صورت رنگی طراحی شده‌اند.

## جوانی، سلامتی و جذابیت
هم سلامت و هم سن با حلقه برجسته لیمبال همبستگی مثبت دارند. به عنوان مثال، حلقه لیمبال تیره‌تر از نبود حلقه لیمبال جذاب‌تر است، که نشان می‌دهد هر دو جنس از حلقه لیمبال به عنوان یک شاخص احتمالی برای تناسب تولید مثلی استفاده می‌کنند. علاوه بر این، به نظر می‌رسد که حلقه‌های لیمبال «برای افرادی که نسبتاً عاری از مشکلات مزمن سلامتی هستند» بیشتر قابل توجه است.

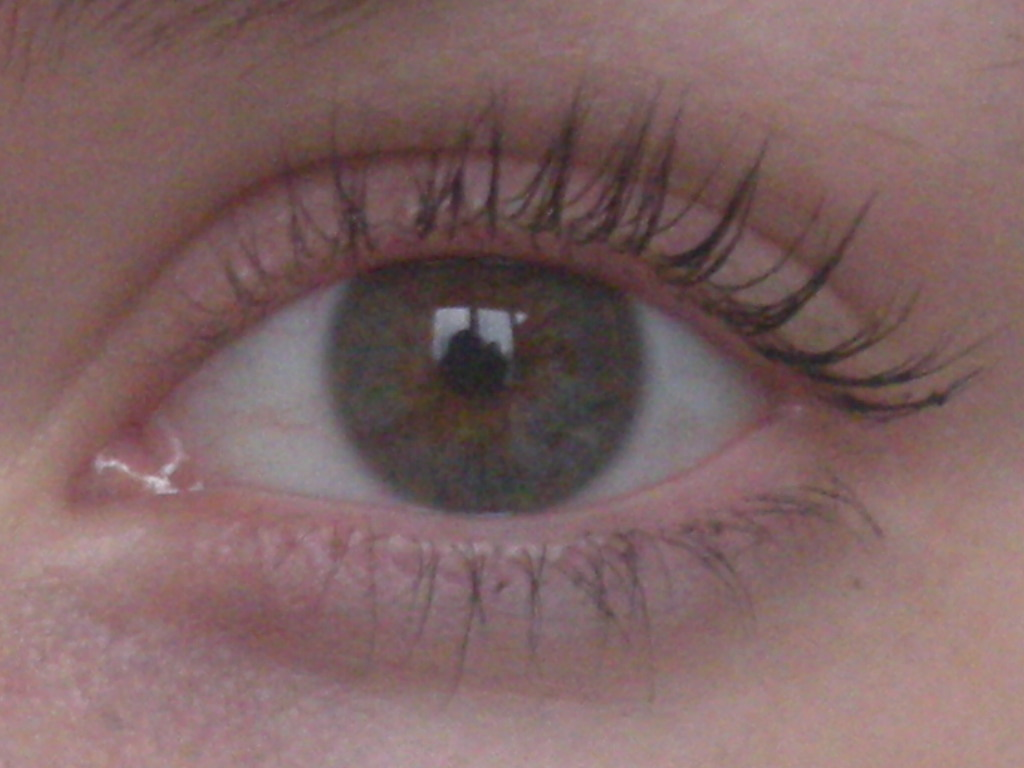
یک حلقه لیمبال کمتر آشکار

تصور می‌شود حلقه لیمبال حاوی سلول‌های بنیادی اپیتلیوم قرنیه (به انگلیسی: «corneal epithelium») باشد. بیماری‌های مربوط به کمبود سلول‌های بنیادی لیمبال با نابینایی همراه است، زیرا کسانی که چنین کمبودهایی دارند «نمی‌توانند سطح قرنیه ثابتی داشته باشند.» پیوند سلول‌های بنیادی لیمبال یک درمان امیدوارکننده برای کمبود سلول‌های بنیادی لیمبال است.